# Solomon Airlines
La Solomon Airlines è una compagnia aerea salomonese, compagnia di bandiera delle Isole Salomone.
Basata a Honiara e con Hub presso l'Aeroporto Internazionale di Honiara, opera con voli di linea nazionali ed internazionali, collegando tra loro le isole dell'arcipelago e la capitale dello stato oceaniano con l'Australia, Figi, Kiribati e Vanuatu.

## Destinazioni
Al 2024, Solomon Airlines raggiunge 33 destinazioni nelle Isole Salomone, in Australia, Fiji, Kiribati, Nuova Zelanda e Papua Nuova Guinea.

### Accordi di codeshare
- Air Kiribati
- Air Niugini
- Air Vanuatu
- Fiji Airways (Honiara - Port Villa - Nadi)
- Qantas

## Flotta

### Flotta attuale

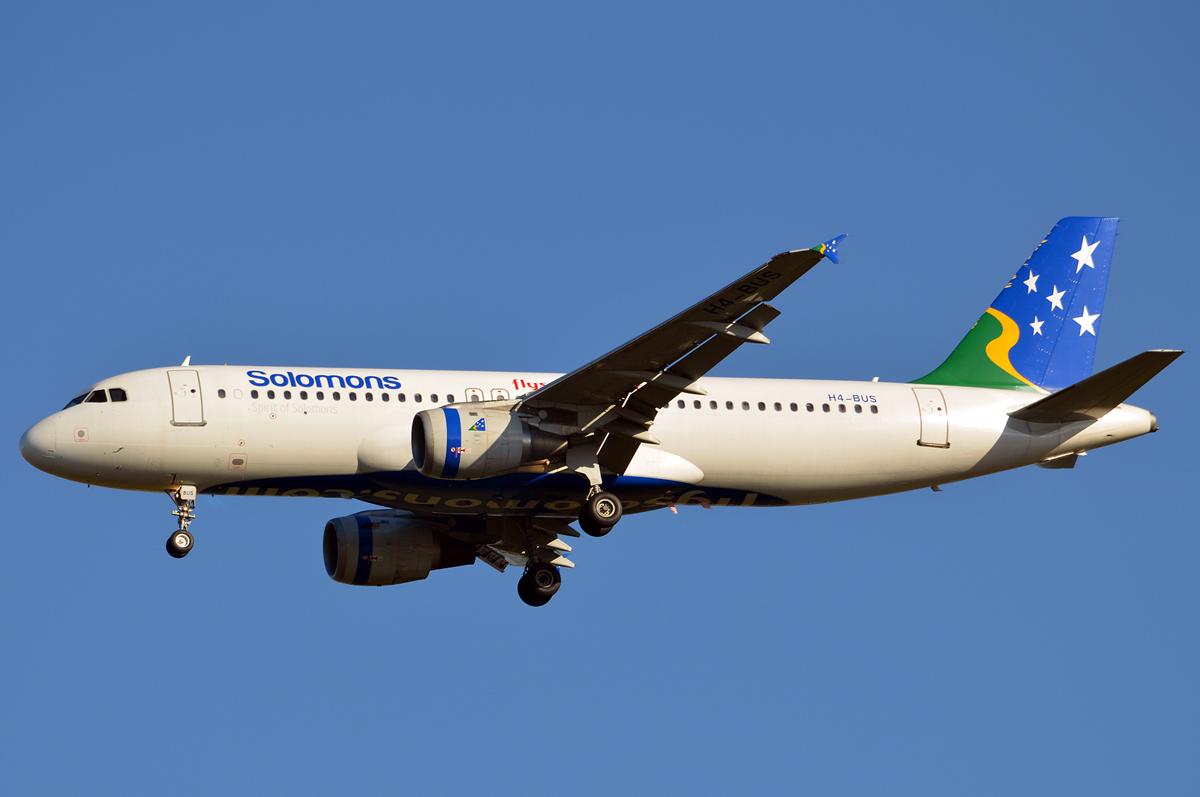
Un Airbus A320-200 nella livrea attuale.

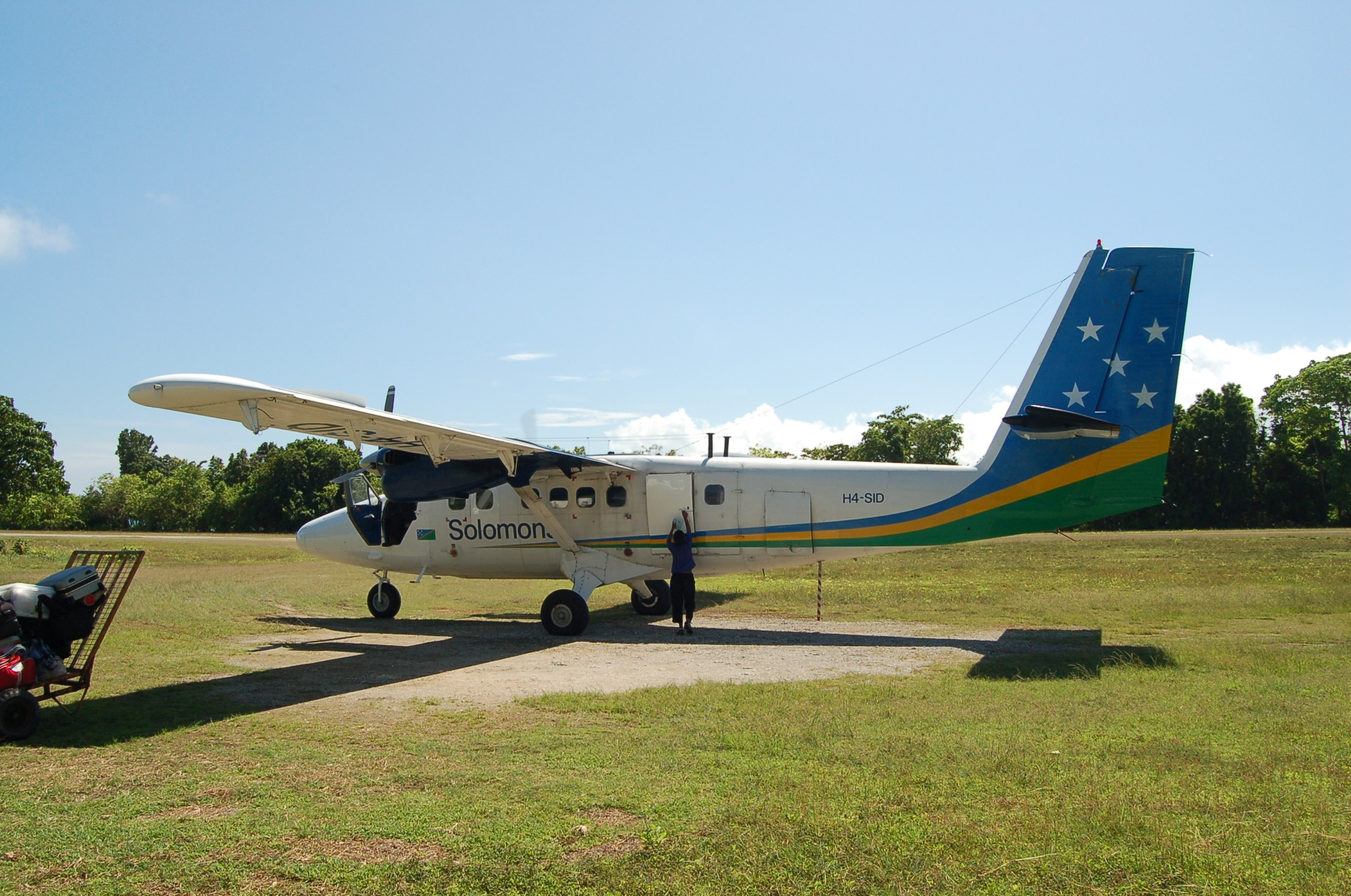
Un de Havilland Canada DHC-6 Twin Otter.

Ad ottobre 2024 la flotta Solomon Airlines è così composta:

### Flotta storica

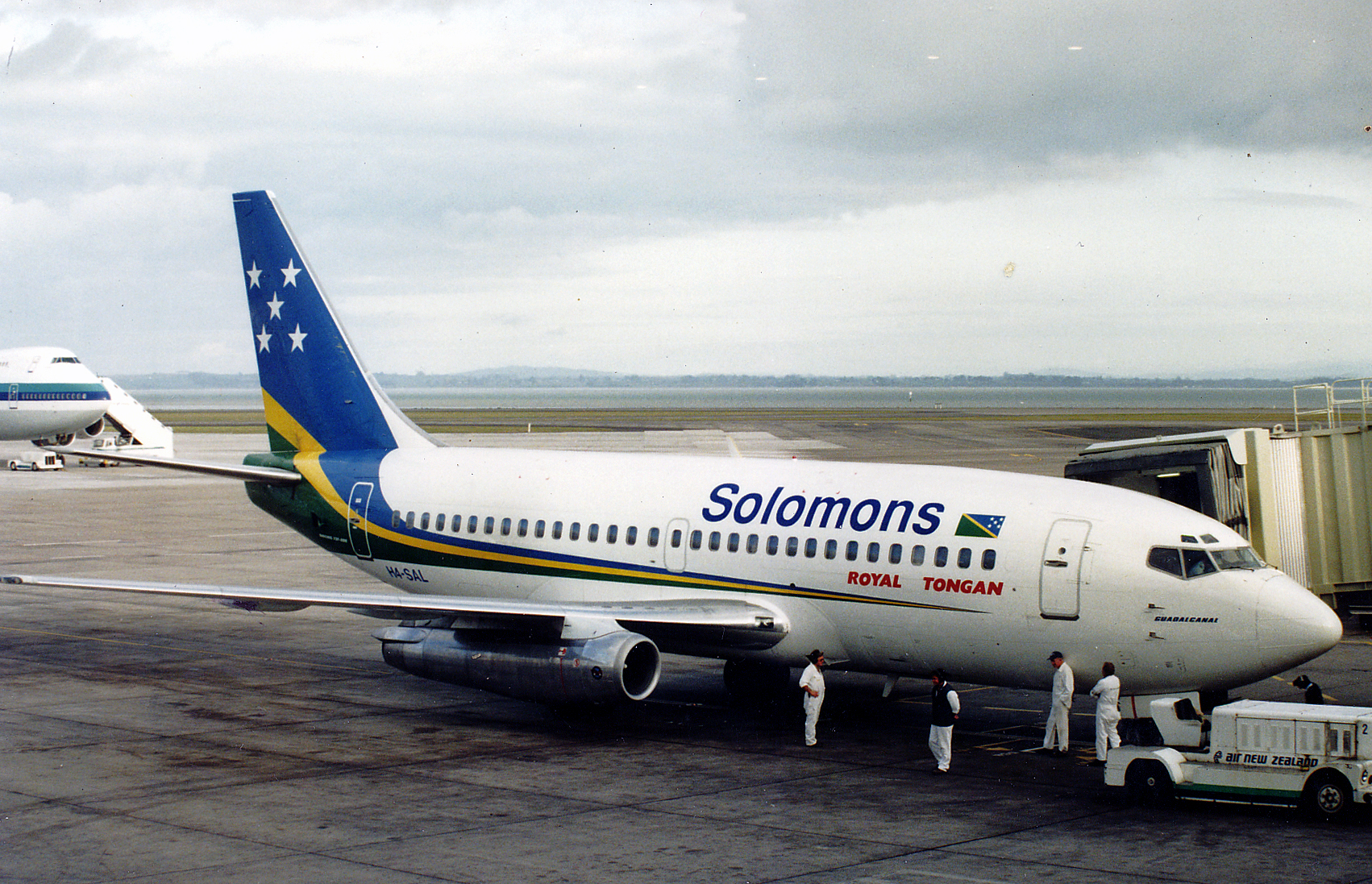
Un Boeing 737-200 con la vecchia livrea, all'Aeroporto di Auckland.

Nel corso degli anni, Solomon Airlines ha operato con i seguenti aeromobili: